# L'Île des mers gelées
L'Île des mers gelées est le deuxième tome de la série de bande dessinée Thorgal, dont le scénario a été écrit par Jean Van Hamme et les dessins réalisés par Grzegorz Rosiński.
Il a valu à Rosiński le prix Saint-Michel du meilleur dessin réaliste en 1979.

## Synopsis
Après s'être échappée sur son drakkar de glace, Slive, reine de l'île des Mers gelées, enlève Aaricia, future épouse de Thorgal. Celui-ci accompagne une expédition de Vikings pour retrouver son aimée mais cela tourne à la catastrophe : Bjorn, frère d'Aaricia et Thorgal sont abandonnés dans une barque juste avant que le Drakkar ne soit attaqué. Bjorn et Thorgal sont désormais seuls au milieu d'une mer de glace.

## Publication
- Le Lombard, janvier 1980,  (ISBN 2-8036-0359-4)
- J'ai lu, mai 1988,  (ISBN 2-277-33074-4)
- Hachette Collections, octobre 2012, édition spéciale La Collection Thorgal, 56 pages
- Niffle, avril 2017, col. « La Grande Bibliothèque », 276 planches  (ISBN 978-2-8739-3067-7)

## Récompenses
Grzegorz Rosiński reçoit pour L'Île des mers gelées, le Prix Saint-Michel 1979 du Meilleur dessin réaliste.